# Lumen fidei
Lumen fidei (latinsko: »Luč vere«) je prva okrožnica papeža Frančiška, katere glavna tema je vera. Podpisana je bila na praznik svetega Petra in Pavla, 29. junija, izdana pa 5. julija 2013 v letu vere, ki ga je razglasil papež Benedikt XVI. Ta je spisal skoraj celotno okrožnico, njegov naslednik pa jo je dokončal.

## Vsebina

### Uvod
Papež Frančišek v uvodu predstavi motive za objavo okrožnice. V njej skuša obnoviti luč, ki ga prinaša vera, ko osvetjuje človekov obstoj in pomaga razlikovati med dobrim in slabim. Prisoja ji poseben pomen v sodobnem času, ko se verovanje razume kot nekaj varljivega, kar človeka ovira pri razumskem iskanju in omejuje njegovo svobodo. Dodaja, da luč samostojnega razuma ne zadostuje, in da more samo luč vere, ki izvira iz Boga, »razsvetliti celotno človekovo bivanje«.

### Prvo poglavje: Ljubezen smo sprejeli z vero
Vera je v prvem poglavju razložena kot poslušanje božje besede, ki človeka poziva, da izstopi iz sebe in se odpre novemu življenju; hkrati je obljuba za prihodnost, ki človeku zaradi upanja omogoča nadaljevanje eksistencialnega potovanja. Bog, ki kliče človeka, je očetovski Bog, vir dobrote, ki je vzrok vsega. Papež pojasnjuje, da vera pomeni zaupati se ljubezni in usmiljenju Boga, ki sprejema in odpušča, ki »nosi življenje in mu podeljuje smer«, ter se pustiti vedno znova preoblikovati njegovemu klicu. Obračanje k Bogu je tisto, ki človeka naredi stabilnega in ga oddalji od malikov. Malikovanje je nasprotje vere, ki človeka razprši v mnogoterih željah in ki ne predstavlja ene poti, »ampak mnoštvo stezá, ki sestavljajo labirint, namesto da bi vodile k varnemu cilju.«
Jezus je posrednik med ljudmi in višjo resnico, je izraz božje ljubezni, saj s svojo smrtjo razodeva svojo ljubezen do ljudi. Vstali Kristus je »zanesljiva, verodostojna priča«, po kateri Bog resnično deluje v zgodovini in določa njeno usodo. Dokument poudarja, da je Kristus nekdo, ki nam razlaga Boga, zato kristjani sprejemajo njegovo besedo in verujejo vanj, ko ga sprejmejo v svoje življenje in se mu zaupajo.
Z vero se človek odpre ljubezni, ki je delovanje Svetega Duha in v kateri se Bog izpoveduje v telesu Cerkve, ki je »uresničeno občestvo verujočih«. Tako bi bili kristjani eno telo, ne da bi izgubili svojo individualnost, in prav s služenjem drugim bi vsak človek pridobil svojo lastno bitnost. Zato vera, poudarja papež, »ni zasebna stvar, ni individualistično pojmovanje, ni subjektivno mnenje, ampak izhaja iz srca in je namenjena temu, da se izrazi in postane oznanilo.«

### Drugo poglavje: Če ne verujete, ne razumete
To poglavje se osredotoča na odnos med vero in razumom ter na relativizem, ki se nanaša na sodobno zavračanje vsakršne trditve o absolutni resnici, saj je prednja prikazana kot vir fanatizma, ki neizogibno vodi v nasilje. Zavračanje resnice je predstavljeno kot »velika pozabljivost« današnjega sveta, v katerem vlada relativistično mišljenje, v katerem vprašanje Boga ni več zanimivo.
Po papeževem mnenju sta vera in resnica tesno povezana: »Vera brez resnice ne odrešuje, ne daje gotovosti našim korakom.« Zaradi krize resnice, v kateri se je znašla sodobna družba, bi bilo treba to povezavo še posebej poudarjati, saj po eni strani obstaja težnja po sprejemanju le tehnološke resnice, kjer je resnično zgolj tisto, »kar more človek zgraditi in meriti s svojo znanostjo«, po drugi pa »so resnice posameznika, ki naj bi obstajale v pristnosti do svojih notranjih občutij«.
Okrožnica poleg tega poudarja odnos med vero in ljubeznijo. Slednje ne razume kot začasno čustvo, ki »pride in gre«, ampak kot ljubezen do Boga, ki človeka notranje preoblikuje in mu omogoča, da na stvarnost gleda na nov način. Ker sta torej povezana, ljubezni in resnice ni mogoče ločiti, kajti le resnična ljubezen more preživeti čas in postati vir spoznanja. Ker je resnica od božje ljubezni, papež poudarja, da se vera ne vsiljuje z nasiljem in ne zatira posameznika. Tako zavrača stališča, ki vero enačijo z nepopustljivim vsiljevanjem totalitarizma, saj prav varnost vere omogoča pričevanje in dialog.

### Tretje poglavje: Izročam vam, kar sem prejel
»Kdor se je odprl Božji ljubezni, kdor je slišal njegov glas in sprejel njegovo luč, tega daru ne more obdržati zase,« piše papež. V tem poglavju poudarja pomen deljenja vere, evangelizacije, kajti Kristusova luč »se zrcali od obličja do obličja« oziroma prenaša z enega na drugega, prek stikov, iz roda v rod. Frančišek dodaja, da je nemogoče verovati sam, saj vera ni zgolj »individualna izbira, ki se zgodi v notranjosti verujočega [...] med neodvisnim osebkom in Bogom«, ampak se vedno udejanja v občestvu. Kdor veruje, zato nikoli ni sam.
Okrožnica poudarja tudi pomen zakramentov kot posebnega sredstva, po katerih se lahko posreduje in utrjuje vera: »Ponovna poživitev vere vodi prek ponovne poživitve novega zakramentalnega smisla človekovega življenja.«
Frančišek med drugim poudari, da je treba vero vedno izpovedovati v celoti, v vsej njeni čistosti; kajti če bi kaj od nje odstranili, bi to pomenilo, da bi nekaj odstranili iz razodete resnice.

### Četrto poglavje: Bog jim je pripravil mesto
Vera je povezana s skupnim dobrim, saj se rojeva iz božje ljubezni in krepi vezi med ljudmi. Je v službi prava, pravičnosti in miru; zato posameznika ne izolira od sveta, ampak zajame končni temelj človeških odnosov. Po drugi strani papež opozarja, da bi brez zanesljive božje ljubezni, iz katere se vera rojeva, enotnost med ljudmi temeljila zgolj na posameznikovih interesih, koristih ali strahu; vera torej pomaga ljudem graditi družbo.
Med področji, ki jih razsvetljuje vera, je družina, ki temelji na trajni zvezi »moža in žene v zakonu«. Če jo zakonca utemeljita na ljubezni po božjem načrtu kot nekaj, kar ju presega, sta si jo zmožna obljubiti za vedno in »z dejanjem, ki vključuje njuno celotno življenje.« Ta predanost, papež dodaja, v »mnogih potezah spominja na vero.«

Vera družbenim odnosom daje pomen obče povezanosti med ljudmi. Ta ni zgolj enakost, ampak povezanost bratov in sestra, božjih otrok. Pomembno vpliva tudi na dojemanje stvarstva:
Vera nam poleg tega pomaga, da po razodetju ljubezni Boga Stvarnika bolj spoštujemo naravo. Vera nam namreč da spoznati slovnico, ki jo je Bog vpisal v naravo, in prebivališče, ki nam je zaupano, da ga negujemo in varujemo. Pomaga nam najti razvojne vzorce, ki niso osnovani samo na koristi in dobičku, ampak priznavajo stvarstvo kot dar, katerega dolžniki smo vsi.
Poglavje se zaključi s povabilom, naj posnemamo Marijo, ki je »popolna ikona vere«, saj je kot Jezusova mati porodila »vero in veselje«. Vključuje tudi molitev k Mariji, da bi pomagala ljudem, jih spomnila, da niso nikoli sami, in jih naučila »gledati z Jezusovimi očmi«.

## Vir
Papež Frančišek (2013). Luč vere - Lumen fidei. Ljubljana: Družina. COBISS 268195840. ISBN 978-961-222-978-8.